# 王焕承
王焕成（1956年9月—），男性，汉族，山西阳高人。1974年7月参加工作，1974年12月加入中国共产党。中共中央党校大学学历，农业推广硕士。中华人民共和国政治人物。

## 生平
早年为内蒙古自治区清水河县五良太青年农场插队知青。1975年入伍后，历任北京军区守备二师战士、文书、排长、正连职宣传干事，内蒙古军区政治部宣传处正连职干事、秘书处副营职秘书、正营职秘书，内蒙古军区政治部宣传处副团职干事等职。1993年复员后，历任内蒙古自治区人民防空办公室干部，内蒙古自治区人民防空通信站副站长等职。1996年12月，调入中共内蒙古自治区党委办公厅，历任综合处助理调研员、副处长、处长，助理巡视员，副主任。2005年3月，任中共内蒙古自治区党委副秘书长。2008年3月，兼任中共内蒙古自治区党委政策研究室主任；2014年4月，再兼任中共内蒙古自治区党委改革办常务副主任。2015年1月，任中共内蒙古自治区党委秘书长、直属机关工委书记。2016年1月，当选为内蒙古自治区政协副主席。